# Kirche der Überführung der Reliquien des Hl. Nikolaus (Bačinci)

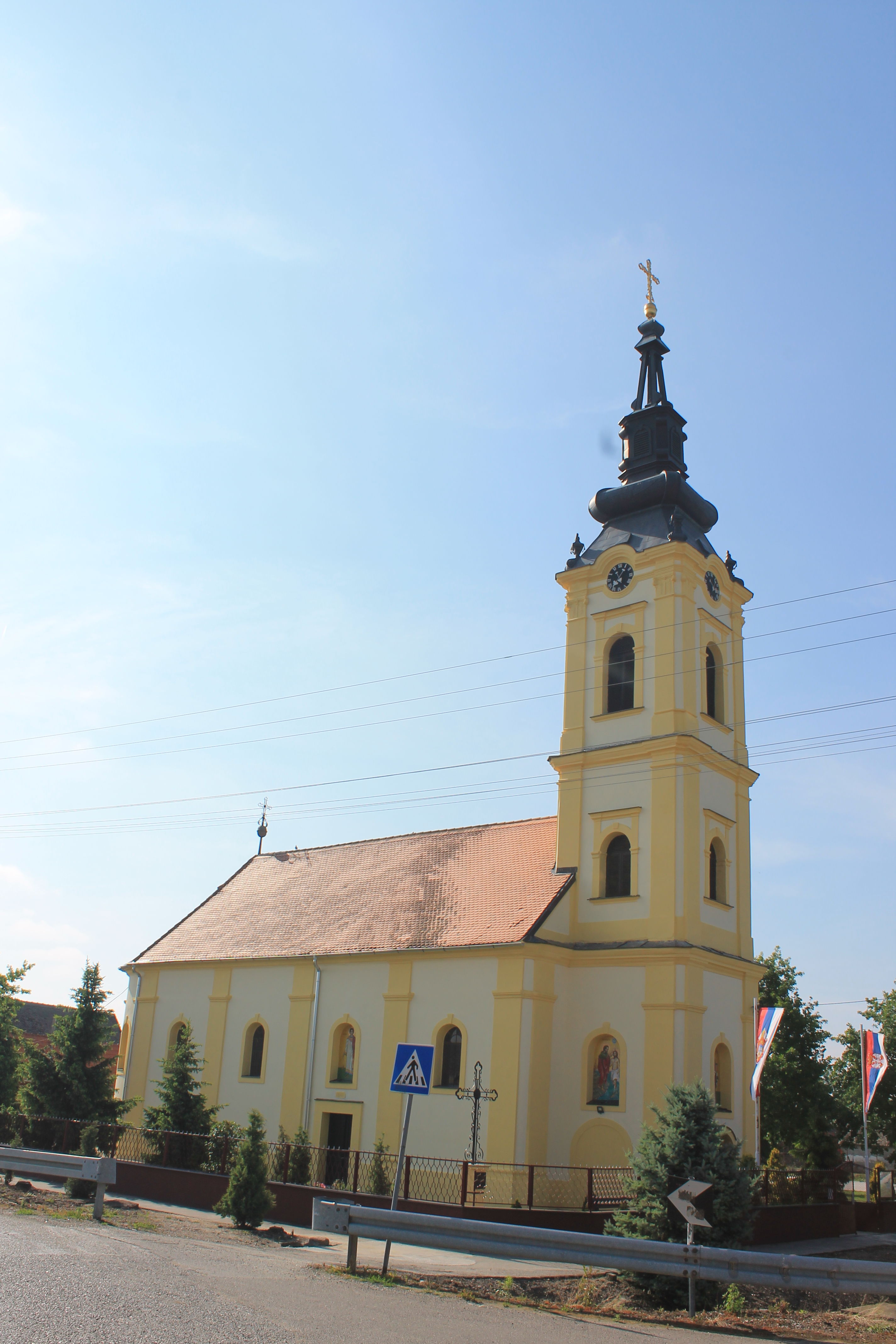
Die Kirche der Überführung der Reliquien des Hl. Nikolaus

Die Kirche der Überführung der Reliquien des Hl. Nikolaus (serbisch: Црква преноса моштију Светог оца Николаја, Crkva prenosa moštiju Svetog oca Nikolaja) im Dorf Bačinci, in der Opština Šid, ist eine serbisch-orthodoxe Kirche in der nordserbischen autonomen Provinz Vojvodina.
Das von 1791 bis 1805 erbaute Kirchengebäude wurde zu Ehren der Überführung der Reliquien des Hl. Vaters Nikolaus geweiht und ist die Pfarrkirche der Pfarrei und Kirchengemeinde Bačinci im Dekanat Šid der Eparchie Srem der Serbisch-Orthodoxen Kirche.
Als unbewegliches Kulturgut besitzt die Kirche den Status eines Kulturdenkmals von großer Bedeutung und steht unter staatlichem Schutz.

## Lage
Bačinci liegt in der Landschaft des Srem unweit von den Südhängen der Fruška Gora entfernt. Das Dorf ist 8 km südöstlich der Gemeindehauptstadt Šid gelegen.
Die Kirche steht im Dorfzentrum, bei der Kreuzung der wichtigen Straßen, Željeznička ulica (Westen), Sremska ulica (Norden), Vojvođanska ulica (Osten) und Ulica Vuka Karadžića  (Süden). Die genaue Adresse der Kirche lautet Vojvođanska ulica Nr. 2.
In Nachbarschaft zur Kirche stehen die Dorfgrundschule Branko Radičević, Dorfläden, die Dorfpost, das Haus der lokalen Gemeinschaft und etwas weiter nördlich die griechisch-katholische Kirche Hl. Apostel Lukas. Auf dem Dorfgebiet stehen zudem zwei weitere serbisch-orthodoxe Gotteshäuser die Kirche Hl. Kaiser Konstantin und Kaiserin Helena im Weinanbaugebiet Bena und die kleine Kapelle Hl. Großmärtyrer Dimitri vor einer Lebensmittelfabrik im nördlichen Dorfgebiet.
Im dekorativ hergerichteten und teilweise umzäunten Kirchhof mit einem großen Eingangstor an der Westseite, stehen neben der Kirche, ein orthodoxes Wegekreuz, ein Kirchbrunnen, zwei Fahnenständer, Blumenbeete, Sitzbänke, ein Ständer zum Kerzenentzünden und Bäume.

## Geschichte

### Vorgängerbauten und Bau der heutigen Kirche
In der Vergangenheit befand sich das Dorf Bačinci nördlich des heutigen Dorfgebietes und verlagerte sich im frühen 18. Jahrhundert von den Hängen der Fruška Gora nach Süden an seinen heutigen Standort. An seinem alten Platz waren einst nur noch die Fundamente einer kleinen Burg und einer alten Kirche aus dem Mittelalter sichtbar.
Vor der heutigen Kirche standen am gleichen Ort zwei frühere Gotteshäuser. Die erste Kirche der Überführung der Reliquien des Hl. Nikolaus im heutigen Dorf, wurde 1719 aus Korbgeflecht errichtet und 1722 vom damaligen Bischof der Eparchie Ober-Karlovac (damals auch Eparchie Plaški genannt), Danilo, eingeweiht. Das erste Kirchengebäude, wird 1733, in Schreiben des bekannten serbischen Historikers, Publizisten und Politikers, Dimitrije Ruvarac, ebenfalls erwähnt. Die zweite Kirche, ebenfalls aus Korbgeflecht und Holz gebaut, entstand laut der Überlieferung der alten Dorfbewohner, im Jahr 1760.
Doch bereits schon 1791 bat die Kirchengemeinde Bačinci, das Konsistorium der Metropolie Karlovci, um die Erlaubnis, den Bau einer neuen Kirche aus festem Baumaterial zu gestatten. Das heutige Kirchengebäude wurde von 1791 bis 1805 erbaut. Im Jahre 1805 wurde die Kirche der Überführung der Reliquien des Hl. Nikolaus vom damaligen Metropoliten der Metropolie Karlovci, Stefan, feierlich geweiht.

### Ikonostase und Ikonen

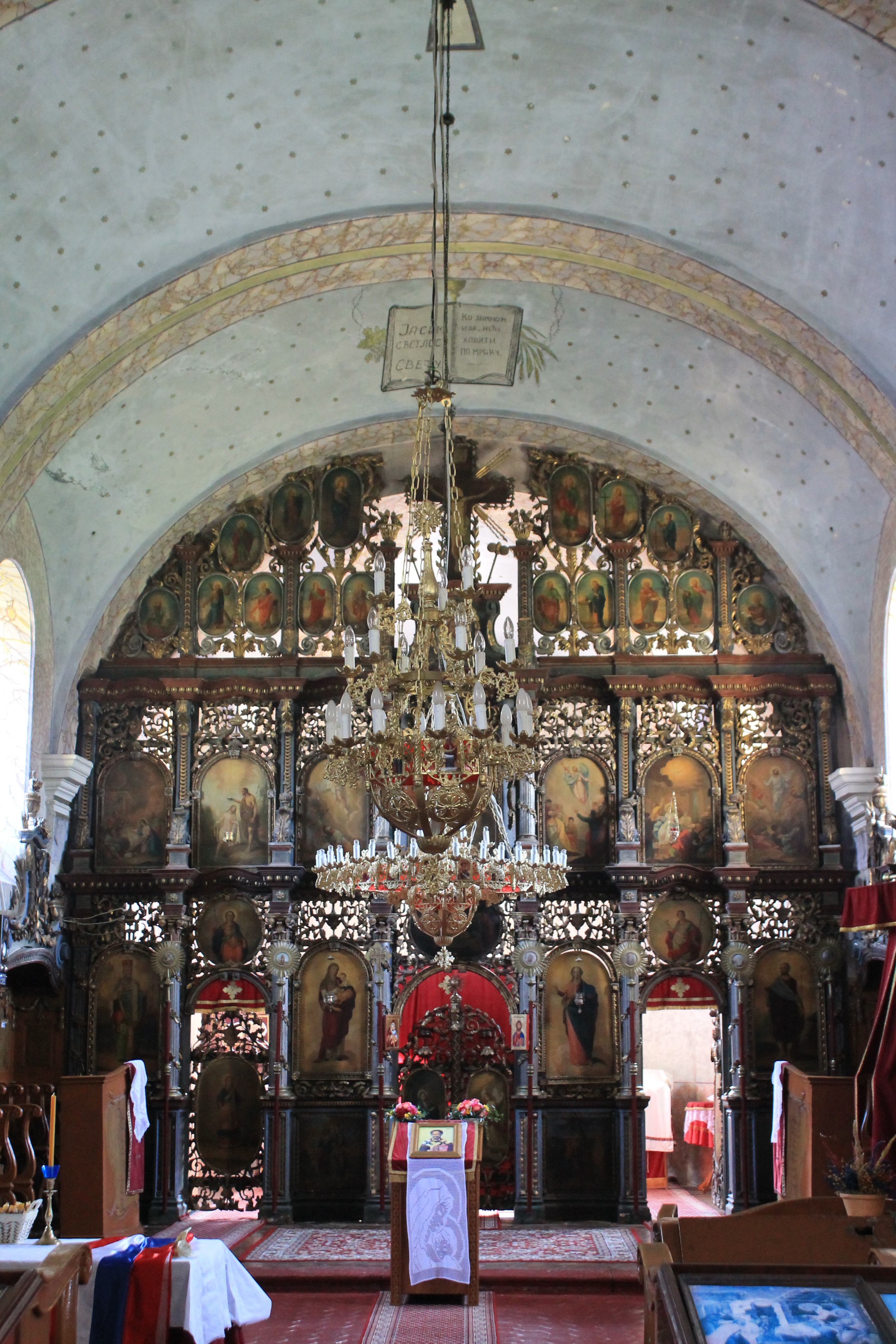
Die prächtige Ikonostase

Die im Kircheninnenraum stehende vollständig erhaltene Ikonostase, wurde in all ihrer Pracht, zwischen 1826 und 1835 geschaffen. Bei einer detaillierten Analyse wird das Vorhandensein von klassizistischen Stilelementen in der Gestaltung der Altartrennwand durchaus bemerkt, jedoch ist der Barock, in Form des verspielten und stark verzierten Rokoko immer noch dominant vorhanden. Die Ikonostase wurde nicht wesentlich restauriert. Geringer Schaden an den Schnitzereien, eine Schicht aus Patina sowie einige verblasste Farben an manchen Stellen mindern nicht das authentische Aussehen.
Die reichhaltig verzierten spitzenartigen Schnitzereien der Ikonostase wurden vom bekannten Holzschnitzmeister Marko Konstantinović ausgeführt, der einen Vertrag mit der Kirchengemeinde am 17. Juni 1826 unterzeichnete. Konstantinović der aus der Stadt Sremski Karlovci stammte, gehört zu den bekannten Vertretern, der Vojvodina-Holzschnitzschule, die sich über zwei Jahrhunderte entwickelte.
Die Ikonostase der Kirche in Bačinci wurde nach dem Vorbild der Ikonostase der Kirche der Überführung der Reliquien des Hl. Großmärtyrers Georg (entstanden 1816) im Dorf Manđelos bei der Stadt Sremska Mitrovica geschaffen. Jedoch wirkt im Vergleich zu der Ikonostase in Manđelos, diese Altartrennwand repräsentativer, denn die Arbeit ist weniger grob ausgeführt und die Formen sind weicher. Der Eindruck von Rustikalität, der sich in Manđelos, nicht vermeiden lässt, ist hier gemildert und Meister Konstantinović zeigte, hier noch mehr
Einfallsreichtum bei der Auswahl der Motive.
Bei der Ikonostase handelt sich um eine klassizistische Konzeption, eine neue Anordnung wurde durchaus angenommen, aber die Überfülle an Dekorationen, in Form von Zöpfen, Bändern und floralen Mustern in Gestalt von blühenden Rosen, Blumen und Blättern ist Barock interpretiert und in einer Weise sehr charakteristisch für die Schnitzereien in der Vojvodina. Wie alle in diesem Umfeld ausgebildeten Meister, konzentrierte sich Konstantinović, auf die unteren und mittleren Zonen der Ikonostase, während die oberen Zonen, viel ruhiger und bescheidener im Ausdruck sind. Die Schnitzformen und einzelnen Details stehen unter dem Einfluss des berühmten Holzschnitzmeisters, Marko Vujatović, der den ältesten Vertreter dieses Holzschnitz-Zentrums darstellt. 
Die Ikonostase wurde 1830 von Georgije Boaresko vergoldet. Die Ikonen wurden vom bekannten Maler, Konstantin Pantelić, nach der Unterzeichnung eines Vertrages am 20. Dezember 1830, beginnend ab Februar 1831, gemalt. Es ist gesichert, dass die Bemalung der Ikonostase erst 1835 fertiggestellt wurde. 
Der in Wien geschulte Pantelić, ein mittelmäßiger Zeichner, aber ein außergewöhnlicher Kolorist, kombinierte in Bačinci Elemente des Barock und des Klassizismus und schuf damit in der Kirche eines der bedeutendsten gemalten religiösen Ensembles für das Studium der Übergangsperiode.
Neben der Ikonenmalerei an der Ikonostase übernahm Pantelić die Ausführung, der Wandmalereien im Kirchengewölbe mit der Darstellung des Herren Savaot und den vier Hl. Evangelisten und das marmorieren der ganzen Ikonostase, des Altars und der Proskomidie.

#### Aufbau der Ikonostase
- 1.) Im Sockel der Ikonostase befinden sich nur zwei Ikonen: Flucht nach Ägypten und Christus und die Samariterin.

- 2.) Auf den Thronikonen sind der Hl. Nikolaus (der Schutzpatron der Kirche), die Allerheiligste Gottesmutter Maria mit dem Jesuskind, Jesus Christus und der Hl. Johannes der Täufer dargestellt.

Auf den carske dveri (Haupttür der Ikonostase) ist die Mariä Verkündigung abgebildet, mit der Hl. Maria auf dem linken Flügel, und auf dem rechten der Hl. Erzengel Gabriel. Auf der Nordtür befindet sich der Hl. Stephanus und auf der Südtür, der Hl. Erzengel Michael, der erste in der Kleidung eines Diakons, der zweite in der Kleidung eines Kriegers. Über den Türen sind folgende Ikonen angebracht: Hl. Großmärtyrer Georg, die Beweinung Christi und der Hl. Großmärtyrer Dimitri. 
- 3.) Die zweite Zone ist mit einer Reihe von sechs Ikonen die sechs große Feiertage darstellen geschmückt. Diese Feiertage sind: die Geburt Christi, die Taufe Christi, die Auferstehung Christi, Christi Himmelfahrt, die Herabkunft des Hl. Geistes auf die Apostel und die Verklärung Christi.

In der Mitte, zwischen diesen Feiertags-Ikonen, befindet sich eine Ikone mit der Darstellung der Hl. Dreifaltigkeit, über der sich ein großes Kreuz mit der Kreuzigung Christi und mit den Medaillon-Ikonen der Hl. Maria und des Hl. Johannes des Theologen, erhebt. Zwischen den Dreifaltigkeitsikone und dem Kreuz, befindet sich die Abbildung des Abgar-Bildnisses (das nicht von Menschenhand geschaffene Bildnis des Herren), und links sowie rechts davon, sind in zwei Reihen, vierzehn Medaillon-Ikonen mit stehenden Figuren der Hl. Aposteln und Propheten angeordnet.

### Die Kirche im Lauf der Geschichte
Im Ersten Weltkrieg wurden die Kirchenglocken von der österreichisch-ungarischen Armee für Kriegszwecke entwendet. Im Königreich Jugoslawien wurden neue Kirchenglocken angeschafft. Während des Zweiten Weltkrieges wurde das Gotteshaus beschädigt und die alten Kirchenregister verschwanden. Die neuen Kirchenregister werden seit 1945 geführt.
Am 14. Juni 1956 wurde eine große Kirchenglocke (hergestellt durch das Gießen zweier kleinerer und zerbrochener Glocken) geweiht und im Kirchturm aufgestellt und im April 1957 wurde das Gotteshaus elektrifiziert. 1965 wurde die generalsanierte Kirche vom damaligen Bischof der Eparchie Srem, Makarije, feierlich neu eingeweiht.
Die Kirche wurde im sozialistischen Jugoslawien am 5. Juni 1967 zum Kulturdenkmal erklärt. Am 30. Dezember 1991 erfolgte die Kategorisierung der Kirche und das Kirchengebäude wurde zu einem Kulturdenkmal von großer Bedeutung erhoben.
Im Jahr 1985 wurden die Außenfassaden der Kirche gestrichen und anschließend, wurde das Gotteshaus, vom damaligen Bischof der Eparchie Srem, Andrej, geweiht. 1990 wurde das alte Pfarrhaus abgerissen und ein neues Pfarrhaus wurde 1991 errichtet. Das neue Pfarrhaus wurde am 22. Mai 1992 eingeweiht.
Von 2004 bis 2006 wurden umfassende Konservierungs- und Restaurierungsarbeiten an der Kirche durchgeführt. Dabei wurden, eine neue Kirchenglocke installiert die Dachziegel ausgetauscht, die Installationen erneuert, Verputzarbeiten durchgeführt, die Fensterscheiben ersetzt und über dem Altar ein neues Kreuz auf dem Dach angebracht.
2007 wurde eine äußere Rekonstruktion, das Beseitigen von Kapillarfeuchtigkeit in den Kirchenwänden, das Neueinstreichen der Außenfassade sowie das Streichen des Kirchenzauns durchgeführt. Hierfür stellte der verdiente Wohltäter der Kirche, Milenko Gačić, 200.000 serbische Dinare zur Verfügung. Mitte Juli 2018 hielt der Bischof der Eparchie Srem, Vasilije, die Hl. hierarchische Liturgie in der Kirche. 
2022 wurde ein neuer Fußboden aus Granit in der Kirche verlegt und auch das Chorgestühl ausgetauscht. Auch am 2. April 2023 und am 13. April 2025 wurden vom Bischof Vasilije die bischöflichen Liturgien in der Kirche abgehalten.

## Architektur

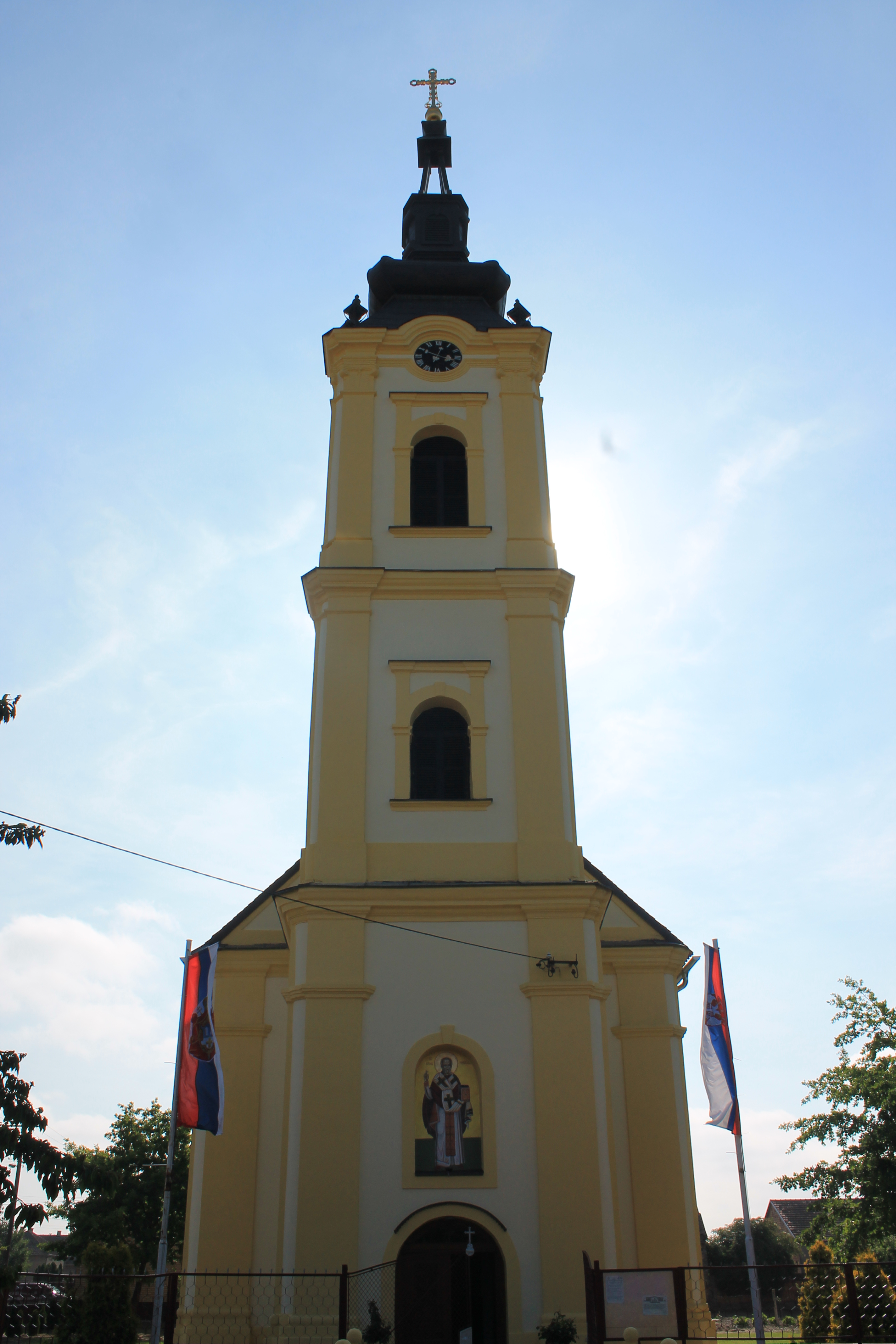
Die Westfassade der Kirche

Die Kirche stellt ein typisches Beispiel eines serbisch-orthodoxen Gotteshauses, aus der Zeit als dieses Gebiet dem österreichischen Kaiserreich angehörte, dar.
Das einschiffige Kirchengebäude mit einem rechteckigen Grundriss, ist mit einer von Innen und Außen halbrunden Altar-Apsis im Osten, einem Satteldach und einem Narthex mitsamt einem an die Westfassade angebauten hohen Kirchturm, den eine mehrgeschoßige Zwiebelturmkappe krönt, im Stil des Barock erbaut worden.
Der plastische Schmuck des Kirchturmes besteht aus Eckpilastern mit verzierten Kapitellen, geschossbetonten Kordonkränzen und einem mehrfach profilierten Dachkranz. Die Fassaden sind einfach gegliedert: horizontal durch einen niedrigen Sockel und ein profiliertes Dachgesims, vertikal durch eine Pilasterreihe mit einfachen Kapitellen. Die Kirche ist von innen und außen verputzt. Gleichgewicht und Harmonie werden durch eine Kombination aus vertikaler und horizontaler Unterteilung erreicht. Alle Fensteröffnungen sind mit Umfassungsbögen abgeschlossen. Ihre Größe und Anzahl tragen zum repräsentativen Erscheinungsbild des Innenraums bei.
Der Haupteingang der Kirche befindet sich an der Westfassade, in einer Vorhalle mit einem großen Rundbogen, der an der Nordseite zugemauert wurde, über denen sich der Kirchturm erhebt. Auch gibt es Nebeneingang an der Süd- und einen Nebeneingang der Nordseite der Kirche.
Über dem Haupteingang an der Westfassade ist in einer Nische, eine Patronatsfreske des Hl. Nikolaus dargestellt. An der Nordseite des Kirchturms ist ebenfalls in einer Nische, die Taufe Christi abgebildet. Und ebenfalls in Nischen sind über dem Nordeingang der Hl. Erzdiakon Stephanus und über dem Südeingang der Hl. Johannes der Täufer abgebildet.
Die Kirche besitzt zwei Kirchenkreuze, eines auf der Spitze des Kirchturmes und das andere am Ostende des Naos. Das Dach ist mit Ziegeln bedeckt. Im oberen Geschoss des Kirchturms befindet sich zu jeder Seite des Kirchturms eine Uhr mit Mechanismus.
Das Kircheninnere wird von der prächtigen, reich verzierten, hohen, mehrstöckigen und mehrtürigen Ikonostase mitsamt Ikonen, im Stil des Klassizismus und Barock, dominiert. Im Kircheninnenraum befinden sich zudem der Gottesmutter- und Bischofsthron, Kronleuchter, dekoriertes Chorgestühl, Wandikonen, Blumenschmuck und Chorständer. 
Die Kirche verfügt über keinen Chorbalkon (Empore) im westlichen Kirchenschiff. Die Kirchenwände sind mit marmorimitierenden Verkleidungen, Ornamenten und Wandmalereien geschmückt. Das Gewölbe ist mit einem Firmament dekoriert.

## Galerie

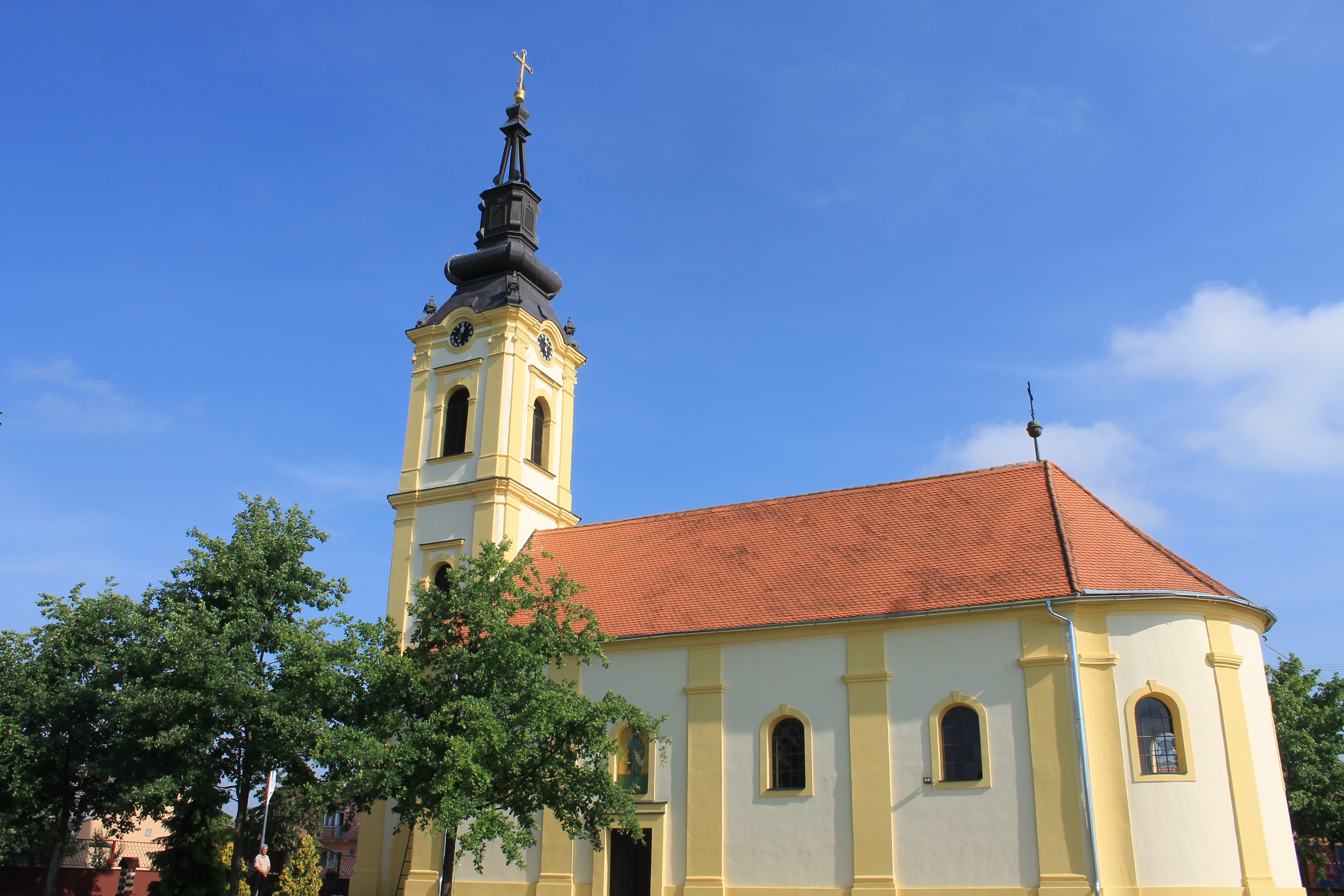
Südseite der Kirche
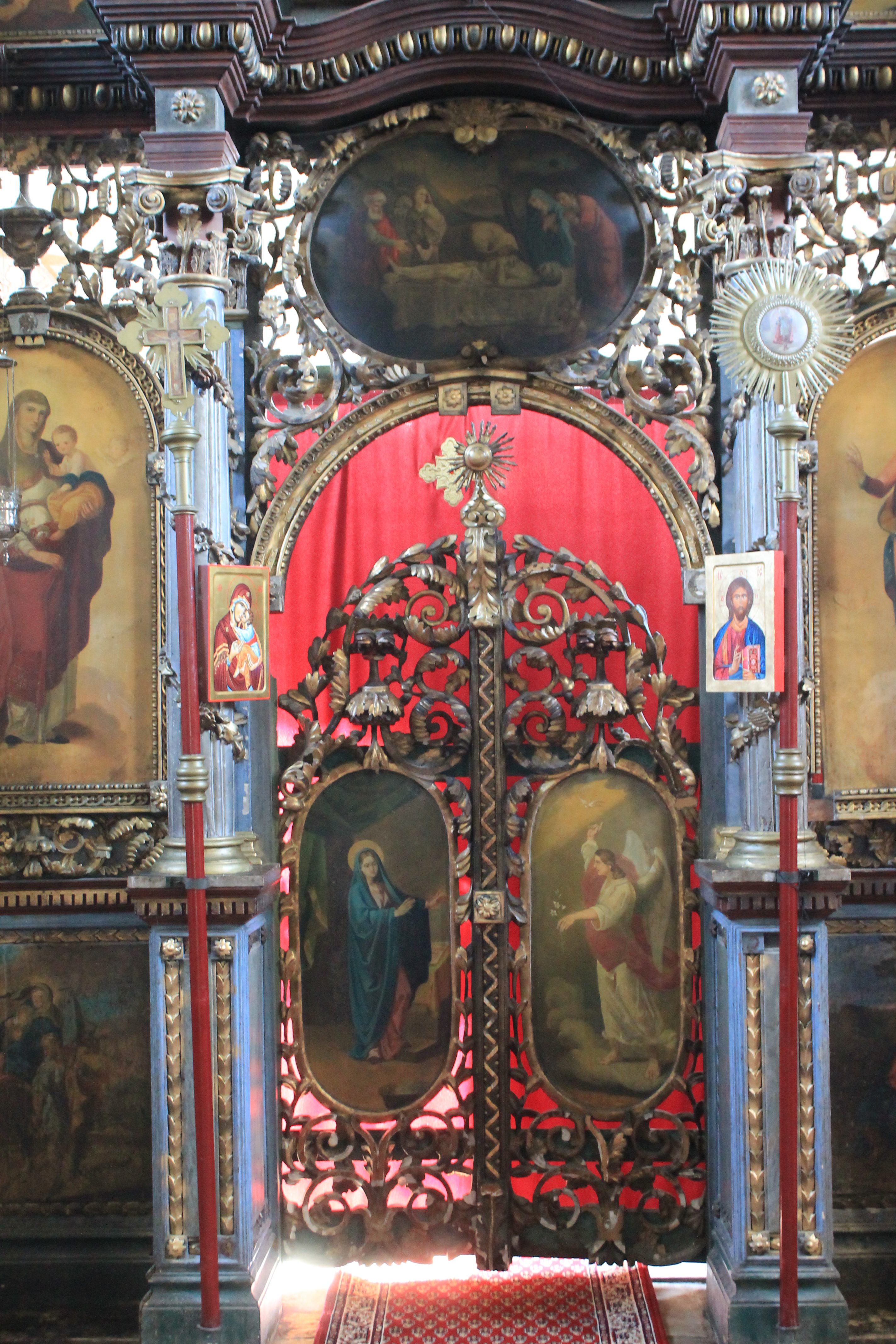
Detailansicht der Haupttüre carske dveri
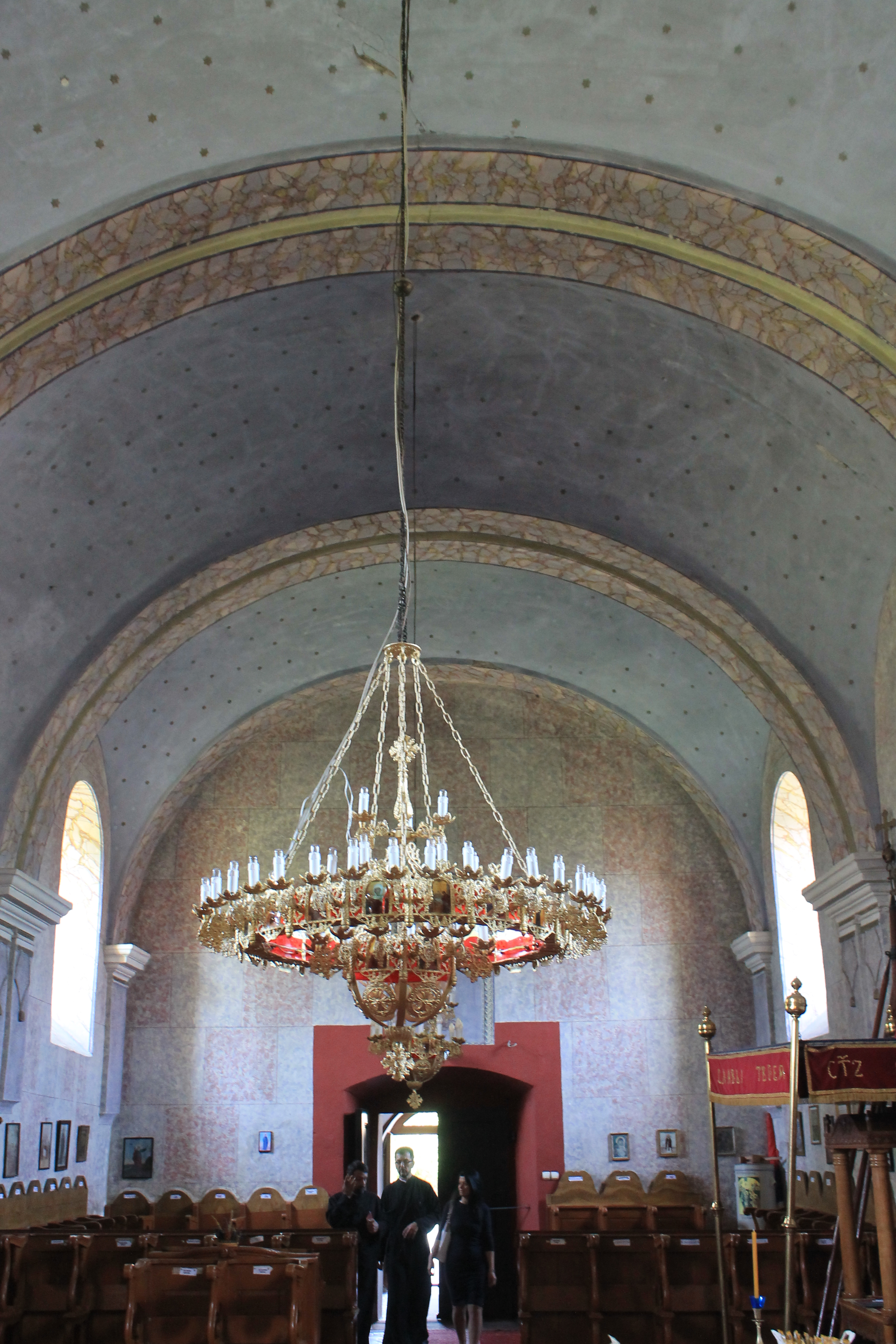
Westansicht des Kircheninneren
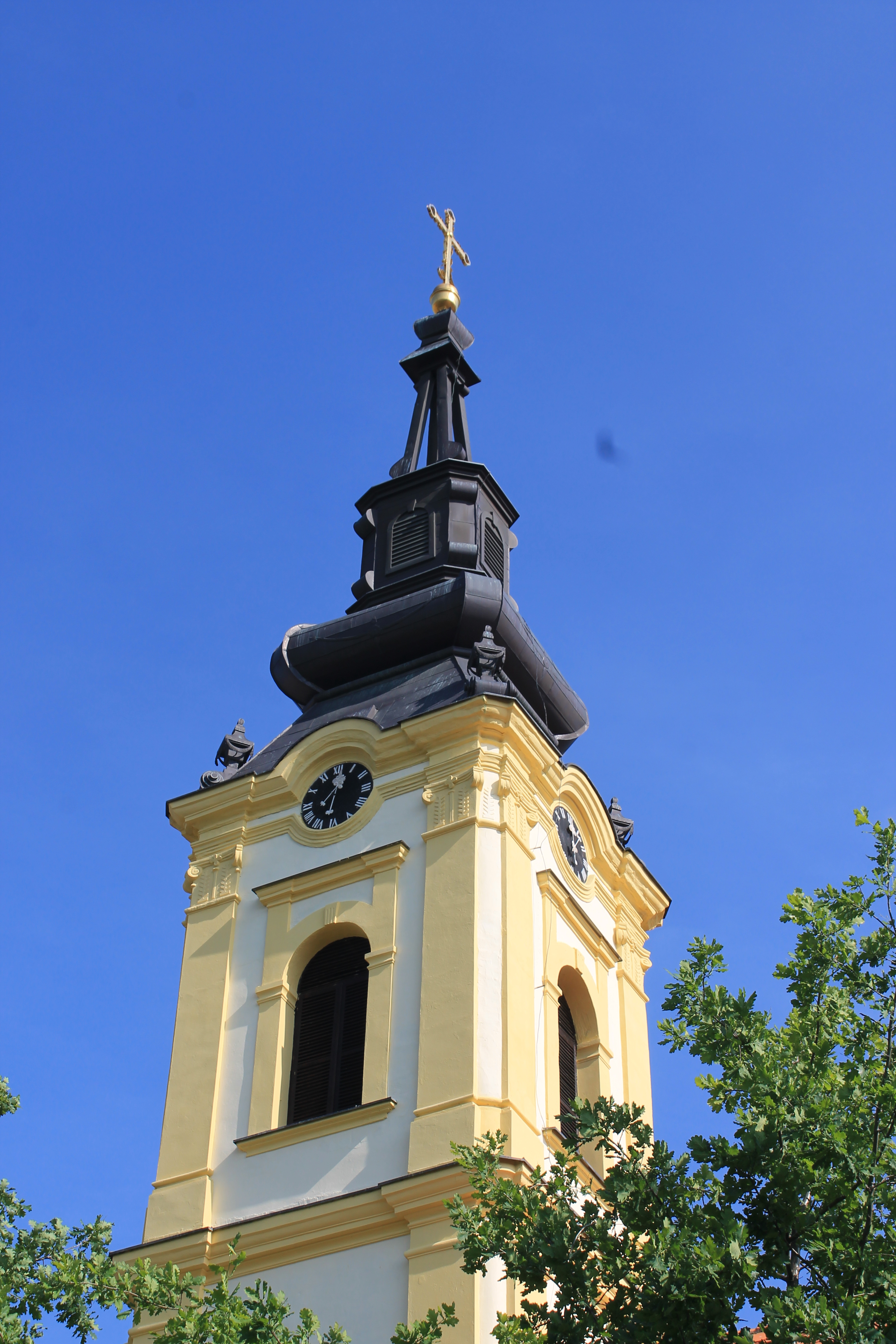
Detailansicht der Kirchturmkappe
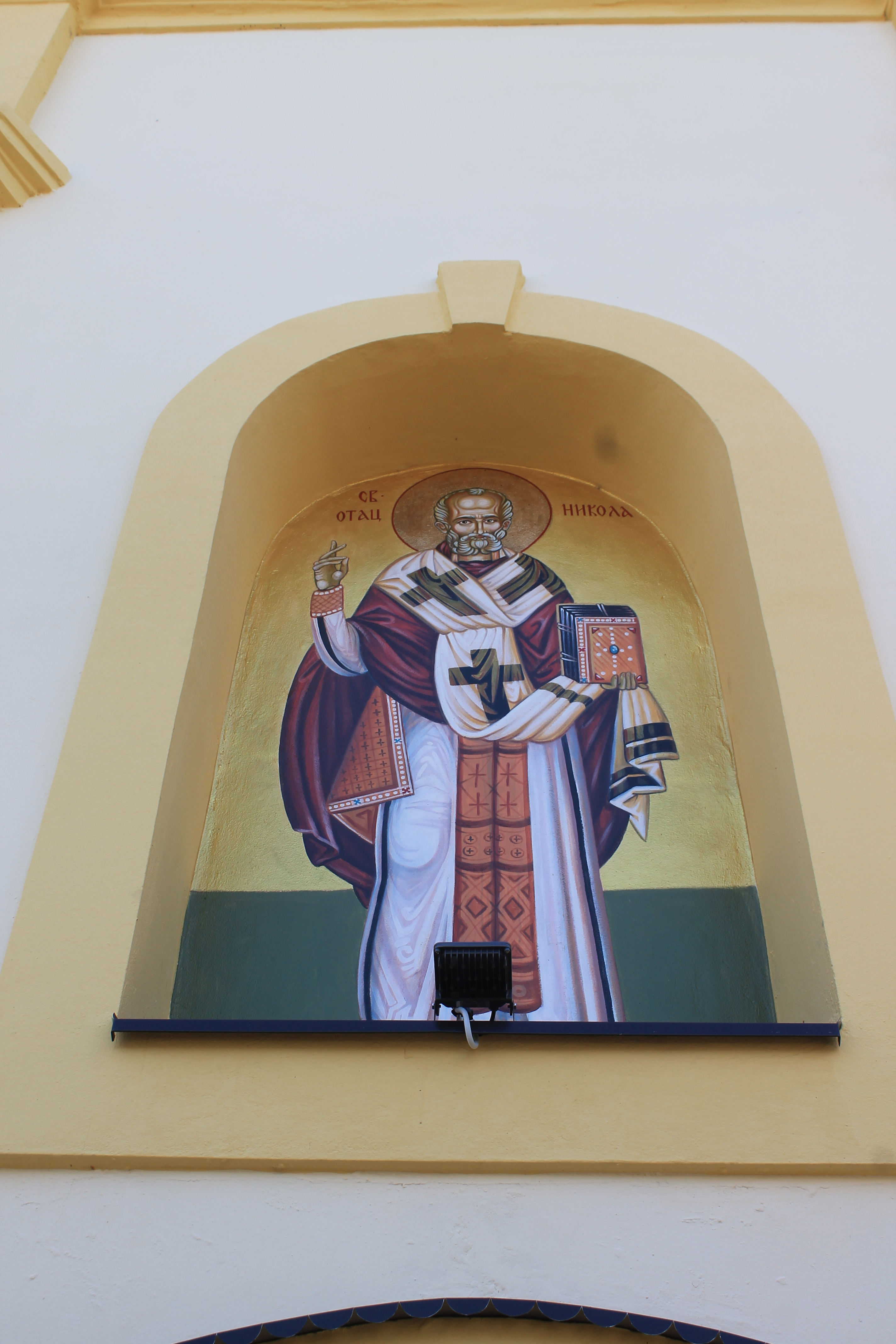
Patronatsfreske des Hl. Vaters Nikolaus